# استقلال جبری
در جبر مجرد زیر مجموعه S از یک میدان L در محدودهٔ زیر میدان K مستقل جبری خوانده می‌شود هرگاه عناصر S هیچ‌یک از معادلات چندجمله ای غیربدیهی با ضرایب را در K ارضا نکنند.